# بلبرموث
بلبرموث (به انگلیسی: Blabbermouth) یک وبگاه اینترنتی است که به موسیقی هوی متال و هارد راک اختصاص دارد و خبرهای مربوط به این سبک را پوشش می‌دهد. همچنین به بررسی سی‌دیها و دی‌وی‌دیهای هنرمندان این سبک از موسیقی نیز می‌پردازد. نسخهٔ آغازین این سایت در سال ۲۰۰۱ رسماً بازگشایی شد. کاربران اینترنتی می‌توانند در مقاله‌ها و صفحه‌های مربوط به بررسی آلبوم‌ها؛ نظرات خود را بیان کنند. مالک و بنیان‌گذار این وبسایت Borivoj Krgin است.
این ویسایت از سوی موسیقی‌دانان و اشخاص صنعت موسیقی به دلیل گنجاندن اخبار پیرامون موضوع‌های نامرتبط با هوی متال و هارد راک و همچنین ترول‌های اینترنتی مورد نقد قرار می‌گیرد. بلبرموث به طور متوسط ماهیانه حدود ۱٫۲ میلیون بازدیدکننده دارد و روزانه به طور متوسط حدود ۸۰ هزار کاربر بازدیدکننده مختلف دارد.
پربازدیدترین روز این وبگاه مربوط به خبر مرگ رانی جیمز دیو در ۱۶ مه ۲۰۱۰ بود که بیش از ۲۹۸،۰۰۰ بازدیدکننده به سایت رجوع کرده بود.